# Schalksknecht

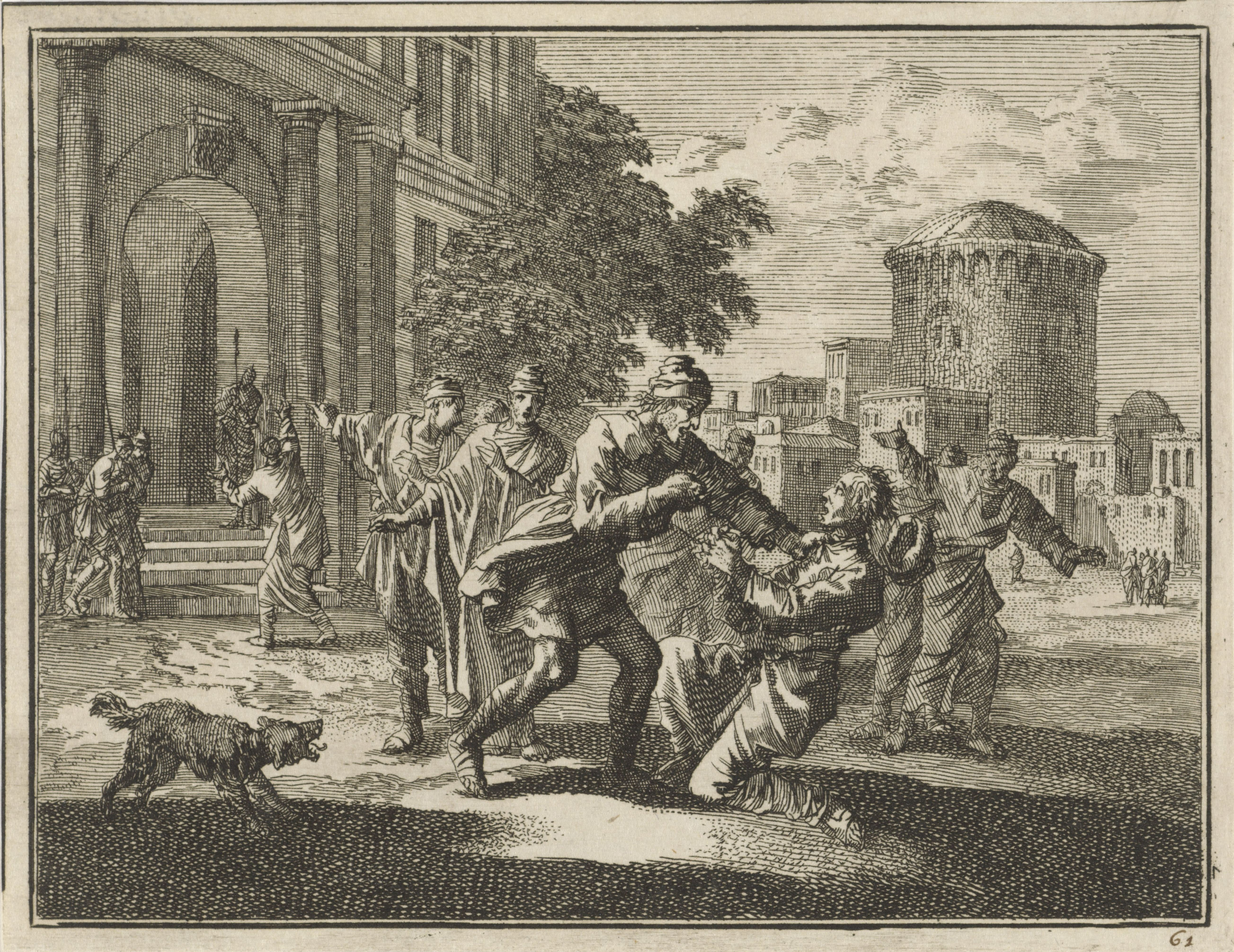
Jan Luyken: Gleichnis vom Schalksknecht, Radierung (18. Jh.)

Das Gleichnis vom unbarmherzigen Gläubiger (Matthäus 18,23–35 ), in der Tradition der Lutherbibel auch Schalksknecht genannt, vergleicht das Himmelreich mit einem König, der mit seinen Knechten abrechnen wollte, und behandelt die Frage nach der Vergebung.

## Handlung
Ein König will die Schulden seiner Schuldner eintreiben. Einer seiner Knechte schuldet ihm die unbezahlbar große Summe von 10.000 Talenten. Da er nicht in der Lage ist, diese Summe zurückzubezahlen, will ihn der König mitsamt seiner Familie versklaven lassen. Der Knecht fällt aber vor ihm nieder und bittet um Gnade, bis er alles bezahlt habe, woraufhin ihm der König seine großen Schulden ganz erlässt.
Draußen begegnet dem Knecht einer seiner Mitknechte, der ihm die kleine Summe von 100 Denaren schuldet. Der unbarmherzige Knecht packt ihn am Kragen, würgt ihn und verlangt von ihm, alles zu bezahlen. Der Mitknecht kann jedoch nicht bezahlen, fällt nieder und bittet um Geduld. Der Knecht will nicht, geht weg und lässt den Mitknecht ins Gefängnis werfen, bis er die Schuld bezahlt hat.
Andere Mitknechte, die alles beobachtet haben, empören sich darüber und melden ihrem Herrn, was geschehen ist. Dieser ruft den Knecht herbei und sagt: „Du böser Knecht! Ich habe dir deine ganze Schuld erlassen, weil du mich darum gebeten hast! Hättest du nicht deinem Mitknecht erlassen können, wie ich dir erlassen habe?“ Der König wird sehr zornig und überlässt den Knecht den Folterern.
Das Gleichnis schließt mit den Worten: „So wird auch euer himmlische Vater euch tun, wenn ihr nicht, jeder seinem Bruder, von ganzem Herzen vergebt“ (Mt 18,35 ).

## „Schalksknecht“
In Martin Luthers Bibelübersetzung lautet die Ansprache des Königs an den bösen Knecht: 

„Du schalck/ alle dise schuld hab ich dyr erlassen/ die weyl du mich batist/“

„Du Schalksknecht, alle diese Schuld habe ich dir erlassen, dieweil du mich batest (Lutherbibel, 1912)“

In dem mittelalterlichen Wort „Schalk“ schwingt neben der Bosheit auch eine gewisse Schläue, List oder Tücke mit, mit der sich der Knecht die Vergebung des Gläubigers erschlichen hat, obwohl er sie nicht verdiente, weil er selbst nicht zu vergeben bereit war. Alternativ lässt sich der „Schalk“ auch als Dummkopf verstehen, der nicht begreift, dass er durch seine Unbarmherzigkeit die Barmherzigkeit verspielt, die ihm selbst zuteilwurde. Alle diese Konnotationen sind in der einfacheren Übersetzung des griechischen Originals (δοῦλε πονηρέ) mit „böser Knecht“, wie ihn die modernisierten Fassungen der Luther-Bibel seit 1984 verwenden, nicht enthalten. Die lateinische Vulgata-Bibel spricht an dieser Stelle vom „Serve nequam“ („Du nichtsnutziger Diener“); die im römisch-katholischen Bereich benutzte deutsche Einheitsübersetzung gibt den Ausdruck wieder als: „Du elender Diener!“ (bzw. seit 2016: „Du elender Knecht!“).

## Aufbau
Das Gleichnis ist in drei Szenen aufgeteilt. Es ist gut durchkomponiert und wirkt durch zahlreiche Wortwiederholungen geschlossen.

## Gattung, Parallelen
Das Gleichnis ist seiner literarischen Gattung nach eine Parabel: Die Geschichte wird in der Vergangenheit erzählt, geht inhaltlich über das Alltägliche hinaus und besitzt eine deutlich unterscheidbare Bild- und Sachhälfte.
Die Erzählung enthält Anklänge an rabbinische Erzähltraditionen. Es finden sich keine Parallelen in anderen neutestamentlichen Schriften, einzige bekannte Quelle ist das Matthäusevangelium.

## Deutungen
Der König ist eine Metapher für Gott, der den Menschen ihre Schuld vergibt. Vom Menschen wird die Nachahmung der göttlichen Tat erwartet. Er soll seinen Mitmenschen vergeben, ebenso wie Gott ihm vergeben hat.
Das Motiv der Abrechnung erinnert an das letzte Gericht, in dem Gott die Menschen danach richtet, ob sie die Barmherzigkeit Gottes weitergegeben oder hartherzig gehandelt haben.
In antijudaistischer Lesart wurden bisweilen der unbarmherzige Knecht allegorisch mit dem jüdischen Volk und der Mitknecht mit den Heiden gleichgesetzt und die Folterer als Gerichtsengel oder Zerstörer Jerusalems gedeutet.

## Kontext

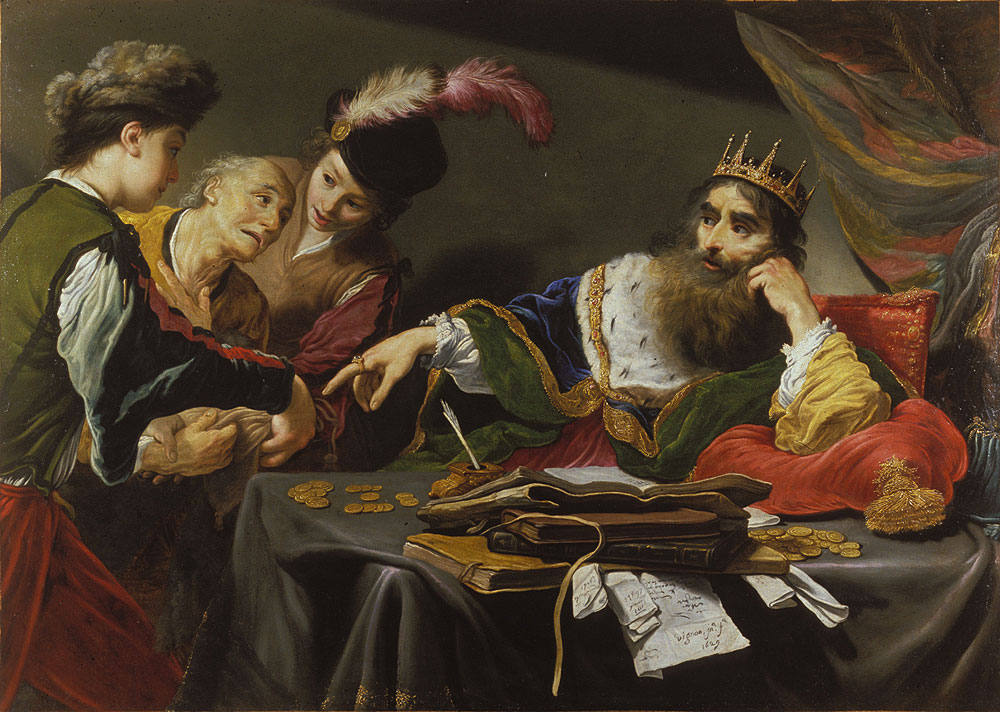
Claude Vignon: Das Gleichnis vom Schalksknecht, 1629

Das Gleichnis erzählt von einem König und seinem Knecht. Königsknecht ist im alten Orient ein Begriff für einen hohen Staatsbeamten, Minister oder Gouverneur. Bei der Schuld könnte es sich um den Steuerertrag seiner Provinz handeln. Mit Absicht wird eine unvorstellbar hohe und alle realen Verhältnisse übersteigende Schuldsumme genannt. Der Betrag von 10.000 Talenten, die der Knecht seinem Herrscher schuldet und nicht beibringen kann, entspräche 100 Millionen Denaren und übersteigt bei weitem die jährlichen Einnahmen eines Provinzfürsten des hellenistischen Orients. Die Jahreseinkünfte Herodes des Großen betrugen 900 Talente, das Steueraufkommen von Galiläa und Peräa im Jahr 4. n. Chr. 200 Talente. Nach jüdischem Recht gab es für derartige Schulden von Steuerpächtern allerdings keine persönliche Haftung; auch war der Verkauf der Frau in die Schuldknechtschaft generell verboten. Das Gleichnis spielt demnach offenbar nicht in einer spezifisch jüdischen Umgebung, sondern legt härtere Praktiken zugrunde, wie sie allgemein unter hellenistischen Potentaten verbreitet waren.
Sowohl die schier unbezahlbare Geldsumme als auch die angedrohte Strafe sind hyperbolische Mittel, die den Aussage-Effekt verstärken.
Das Gleichnis vom „Schalksknecht“ (= böser Knecht) steht am Ende einer von lutherischen Exegeten oft als „Gemeinderede“ bezeichneten Redekomposition, die das ganze Kapitel 18 des Matthäusevangeliums umfasst und in der Jesus seine Jünger lehrt, wie Christen miteinander umgehen sollen. Die Rede beginnt mit der Belehrung, dass derjenige, der im Himmelreich groß sein will, dienen muss, und kreist schwerpunktmäßig um die Themen Ermahnung und Vergebung. Ein zweites bekanntes Gleichnis aus dieser Rede ist das Gleichnis vom verlorenen Schaf.